# Credo a Babbo Natale
Credo a Babbo Natale (I Believe in Santa) è un film del 2022 diretto da Alex Ranarivelo.

## Trama
Lisa e Tom si frequentano da cinque mesi fino a quando lei scopre che lui è fissato con le festività. Riuscirà Lisa a dare una nuova possibilità al Natale?

## Distribuzione
Il film è stato distribuito sulla piattaforma Netflix a partire dal 14 dicembre 2022.